# Übach-Palenberg
Übach-Palenberg är en stad i Kreis Heinsberg i Regierungsbezirk Köln i förbundslandet Nordrhein-Westfalen i Tyskland.